# Bhavik Gandhi
Bhavik Gandhi, född 15 november 1977, är en svensk seglare, äventyrare och entreprenör. 2007 slog han världsrekordet för ensamrodd över Atlanten.

## Äventyrare
År 2007 rodde Bhavik Gandhi över Atlanten ensam, non-stop, från Spanien till Antigua, för att bli första asiat någonsin att göra det. Det tog honom 106 dagar, vilket är rekord för solo rodd över Atlanten. Han kom fram till stränderna på Antigua den 14 juni 2007.
I juli 2004 cyklade han från Stockholm till Istanbul på cykel, totalt 3000 km. Under hans äventyr han också testat prestandan av mobila applikationer hela vägen.